# RK Nexe Našice
A Rukometni klub Nexe Našice egy horvát férfi kézilabdacsapat Nekcse városában, Horvátországban. A horvát kézilabda-bajnokság élvonalában szerepel.

## A klub története
A klubot 1959-ben alapították RK Partizan néven. 1960-ban, az RK Prolet csapata ellen játszotta első hivatalos mérkőzését az együttes. 2006-ban a Nexe Group lett a csapat főszponzora, jelenlegi nevét azóta viseli. 
A nemzetközi kupaporondon 2008-ban mutatkozott be a Nexe Nasice, ekkor az EHF-kupában szerepelt. Az azóta eltelt időszakban minden évben kvalifikálta magát a versenysorozatba, legjobb szereplése a 2017-2018-as szezonban elért negyeddöntős szereplés. 2011 óta a regionális SEHA-ligában is szerepel a klub, itt a legjobb eredménye egy 4. hely. A 2008-2009-es szezon óta minden évben a bajnokság második helyén végzett a csapat a Horvátországban egyeduralkodónak számító RK Zagreb mögött.

## Játékoskeret
2018–2019-es szezon
| Kapusok - 01 Perica Lelić - 12 Moreno Car - 16 Mihailo Radovanović Jobbszélsők - 07 Vedran Zrnić (c) - 19 Ivan Vida Balszélsők - 06 Albin Eter - 17 Marin Greganić - 18 Marin Jelinić Beállók - 02 Marin Šipić - 08 Marko Mrđenović - 20 Matko Rotim - 33 Mario Tomić | Balátlövők - 09 Saša Barišić Jaman - 24 Vladan Lončar - 32 Aljaž Lavrič - 45 Halil Jaganjac Irányítók - 03 Ivan Koncul - 04 Ante Gadža - 05 Patrik Leban - 66 Tomi Vozab Jobbátlövők - 10 Borna Manci Mičević - 15 Marko Buvinić - 49 Can Çelebi |

## Sikerei, díjai
- Horvát bajnokság 2. hely: 9 
  - 2009–2018
- Horvát Kupa döntős: 3
  - 2015, 2017, 2018
- EHF-kupa negyedddöntős: 3
  - 2017-2018

## Ismertebb játékosok
- Robert Markotić
- Deni Velić
- Alen Blažević
- Sandro Obranović
- Šime Ivić
- Nikola Kedžo
- Franjo Lelić
- Mate Šunjić
- Ivan Slišković
- Mijo Tomić
- Mario Obad
- Saša Barišić - Jaman
- Janko Kević
- Josip Buljubašić
- Albin Eter
- Josip Pivac
- Marko Mrđenović
- Vedran Mataija
- Igor Vujić
- Tomi Vozab

## További információ
- Az RK Nexe Našice hivatalos honlapja